# Орсеоло
Орсеоло (на италиански: Orseolo) e влиятелна патрицианска фамилия от Венеция. Името Урсоило или Орсеоли означава „Малките мечки“.
Известни от фамилията:
- Пиетро I Орсеоло (928-987), 23 дож на Венеция 976-978
- Пиетро II Орсеоло (960-1009), 26 дож на Венеция 991-1009
- Орсо Орсеоло (988–1049), патриарх на Градо 1008–1018
- Джовани Орсеоло (984–1007), Co-Dux на баща си Пиетро II Орсеоло
- Отоне Орсеоло, 27 дож на Венеция 1009-1026, син на Пиетро II Орсеоло
- Петер Орсеоло (1008–1046), втори крал на Унгария 1038-1041 и 1044-1046; син на Отоне Орсеоло